# David Pommer
David Pommer (ur. 8 marca 1993) – austriacki dwuboista klasyczny, złoty medalista mistrzostw świata juniorów.

## Kariera
Po raz pierwszy na arenie międzynarodowej David Pommer pojawił się 3 marca 2007 roku w Toblach, gdzie w zawodach juniorskich metodą Gundersena był szesnasty. W 2012 roku wystartował na mistrzostwach świata juniorów w Erzurum, zdobywając złoty medal w sztafecie. Indywidualnie był dwunasty w sprincie i szesnasty w Gundersenie. W Pucharze Świata zadebiutował 20 stycznia 2013 roku w Seefeld, gdzie zajął 45. miejsce w Gundersenie. Pierwsze pucharowe punkty wywalczył blisko trzy lata później, 20 grudnia 2015 roku w Ramsau, zajmując 25. miejsce. W czołowej dziesiąte zawodów PŚ po raz pierwszy znalazł się 27 listopada 2016 roku w Ruce, gdzie był dziewiąty.
W grudniu 2018, ze względu na kontuzje i nawracające problemy zdrowotne, zakończył karierę sportową.

## Osiągnięcia

### Mistrzostwa świata
| Miejsce | Dzień     | Rok  | Miejscowość | Konkurencja           | Wynik zwycięzcy | Strata      | Zwycięzca       |
| ------- | --------- | ---- | ----------- | --------------------- | --------------- | ----------- | --------------- |
| 16.     | 24 lutego | 2017 | Lahti       | Gundersen HS100/10 km | 26:19,6 min     | +1:02,7 min | Johannes Rydzek |
| 8.      | 1 marca   | 2017 | Lahti       | Gundersen HS130/10 km | 26:41,6 min     | +37,7 s     | Johannes Rydzek |

### Mistrzostwa świata juniorów
| Miejsce | Dzień     | Rok  | Miejscowość | Konkurencja           | Wynik zwycięzcy | Strata      | Zwycięzca           |
| ------- | --------- | ---- | ----------- | --------------------- | --------------- | ----------- | ------------------- |
| 16.     | 22 lutego | 2012 | Erzurum     | Gundersen HS109/10 km | 26:50,8 min     | +1:04,3 min | Mattia Runggaldier  |
| 1.      | 24 lutego | 2012 | Erzurum     | Sztafeta HS109/4x5 km | 51:16,9 min     | -           | -                   |
| 12.     | 25 lutego | 2012 | Erzurum     | Sprint HS109/5 km     | 12:52,9 min     | +32,9 s     | Øystein Granbu Lien |

### Puchar Świata

#### Miejsca w klasyfikacji generalnej
- sezon 2012/2013: niesklasyfikowany
- sezon 2013/2014: niesklasyfikowany
- sezon 2014/2015: nie brał udziału
- sezon 2015/2016: 37.
- sezon 2016/2017: 21.
- sezon 2017/2018: 47.

### Puchar Kontynentalny

#### Miejsca w klasyfikacji generalnej
- sezon 2011/2012: 68.
- sezon 2012/2013: 17.
- sezon 2013/2014: 11.
- sezon 2014/2015: nie brał udziału
- sezon 2015/2016: 12.

#### Miejsca na podium chronologicznie
| Nr | Data            | Miejscowość    | Konkurencja           | Wynik zwycięzcy | Pozycja | Strata  | Zwycięzca                  |
| -- | --------------- | -------------- | --------------------- | --------------- | ------- | ------- | -------------------------- |
| 1. | 10 marca 2013   | Örnsköldsvik   | Gundersen HS100/10 km | 27:00,0 min     | 3.      | +13,9 s | Truls Sønstehagen Johansen |
| 2. | 11 grudnia 2015 | Soldier Hollow | Gundersen HS100/10 km | 26:15,3 min     | 1.      | -       | -                          |
| 3. | 12 grudnia 2015 | Soldier Hollow | Gundersen HS100/10 km | 24:20,1 min     | 1.      | -       | -                          |
| 4. | 13 grudnia 2015 | Soldier Hollow | Gundersen HS100/10 km | 23:37,3 min     | 2.      | +0,1 s  | Taylor Fletcher            |

### Letnie Grand Prix

#### Miejsca w klasyfikacji generalnej
- 2012: 36.
- 2013: 22.
- 2014: nie brał udziału
- 2015: 12.
- 2016: nie brał udziału
- 2017: (30.)[3]
- 2018: (20.)[4]